# Theodorus Lumanauw
Theodorus Lumanauw (* 8. Mai 1922 in Tondano; † 18. Mai 1981) war ein indonesischer Geistlicher und römisch-katholischer Erzbischof von Ujung Pandang.

## Leben
Theodorus Lumanauw empfing am 7. Juli 1946 das Sakrament der Priesterweihe.
Am 7. August 1973 ernannte ihn Papst Paul VI. zum Erzbischof von Ujung Pandang. Der emeritierte Erzbischof von Djakarta, Adrianus Djajasepoetra SJ, spendete ihm am 22. September desselben Jahres in der Kathedrale Sacred Heart in Ujung Pandang die Bischofsweihe; Mitkonsekratoren waren der Bischof von Manado, Theodorus Hubertus Moors MSC, und der emeritierte Erzbischof von Makassar, Nicolas Martinus Schneiders CICM. Theodorus Lumanauw wählte den Wahlspruch Syukur kepada Allah („Dank sei Gott“).